# Eduardo Sánchez
Eduardo Miguel Sánchez-Quiros, znany jako Eduardo Sánchez (ur. 20 grudnia 1968 r.) – reżyser, scenarzysta, producent i montażysta filmowy pochodzenia kubańskiego. Wspólnie z Danielem Myrickiem stworzył kontrowersyjny horror Blair Witch Project (1999). W 2013, razem z Greggiem Hale'em, wyreżyserował segment filmu V/H/S/2 pt. A Ride in the Park.